# Iva Mihanovic
Iva Mihanovic (Ulm, 19. travnja 1978.), njemačka je operna, operetna i koncertna pjevačica, sopran. Pjeva i mjuzikle. Udovica je glumca Maximiliana Schella. Hrvatskog je podrijetla.

## Diskografija
- Die Perlen der Cleopatra, opereta Oscara Straussa, 2003.
- Athalia, scenski oratorij Georga Friedricha Händela, 2004.

## Vanjske poveznice
- Službene stranice  Arhivirana inačica izvorne stranice od 25. studenoga 2017. (Wayback Machine) (njem.) (engl.)
- Fotografije  Arhivirana inačica izvorne stranice od 3. veljače 2011. (Wayback Machine)